# Демидовский сельский совет (Кременчугский район)
Демидовский сельский совет (укр. Демидівська сільська рада) — входит в состав Кременчугского района Полтавской области Украины.
Административный центр сельского совета находится в 
с. Демидовка.

## Населённые пункты совета
- с. Демидовка
- с. Гуньки
- с. Ковали
- с. Найденовка
- с. Радочины
- с. Щербухи
- с. Яремовка